# Sala Consilina
Sala Consilina ist eine süditalienische Gemeinde (comune) mit 12.199 Einwohnern (Stand: 31. Dezember 2023) in der Provinz Salerno in der Region Kampanien und Teil der Comunità Montana Vallo di Diano. Schutzpatron des Ortes ist der Erzengel Michael. Sala Consilina war bis zum 8. Jahrhundert katholischer Bischofssitz. Heute existiert das Titularbistum Oppidum Consilinum.

## Geografie

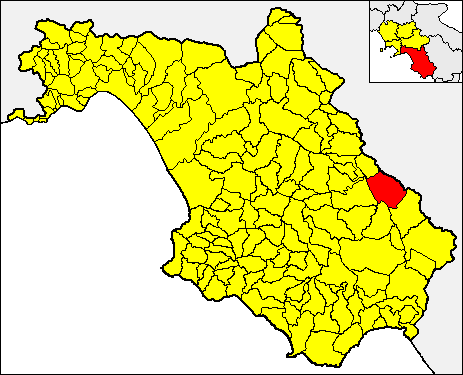
Lage der Gemeinde in der Provinz Salerno

Sala Consilina liegt südöstlich von Salerno und nördlich des Cilento. Unweit befindet sich der Nationalpark Cilento und Vallo di Diano. Das Gemeindegebiet umfasst eine Fläche von fast 60 km². Der Ort liegt auf einer Höhe von 614 Metern über dem Meer. Die Ortsteile (frazioni) sind Quattro Querce (Vier Eichen), Grecia, San Raffaele, San Rocco, San Sebastiano, Sant'Antonio, Sant'Eustachio, Santo Leo, Santo Stefano und Trinità.
Die Gemeinde grenzt an die Provinz Potenza an. Die Nachbargemeinden sind Atena Lucana, Brienza (PZ), Marsico Nuovo (PZ), Padula, Sassano und Teggiano.

## Sport
Der Ort war zuletzt 1990 Ankunftsort der 2. Etappe des Giro d’Italia.

## Wirtschaft und Infrastruktur
Sala Consilina liegt an der Autostrada A2. In Sala Consilina befindet sich ein Bahnhof auf der Strecke Sicignano degli Alburni–Lagonegro.

## Persönlichkeiten

### Söhne und Töchter der Stadt
- Giovanni Martini (1852–1922), amerikanische Militärperson
- Giuseppe Giudice (* 1956), katholischer Geistlicher, Bischof von Nocera Inferiore-Sarno

### Mit Sala Consilina verbunden
- Gaetano Esposito (1858–1911), italienischer Maler